# Boophis bottae
Boophis bottae  (лат.) — вид лягушек из рода мадагаскарские веслоноги (Boophis) семейства мантеллы.
Вид является эндемиком Мадагаскара. Он встречается на востоке страны от Андасибе на юг к Раномафана на высоте 800—1000 м над уровнем моря. Его естественными местами обитания являются субтропические или тропические влажные равнинные леса, субтропические или тропические влажные горные леса и реки.
Этот вид обитает в тропическом лесу, где живёт вдоль ручьев, а также на краю тропического леса, но никогда полностью за пределами леса. Размножается в ручьях.
Вид находится под угрозой из-за потери мест обитания. Обнаружен на территории национального парка Раномафана и специального резервата Аналамазоатра.